# Lewisporte
Lewisporte es un pueblo canadiense situado en la provincia de Terranova y Labrador.

## Superficie
Lewisporte tiene una superficie de 36,02 km².

## Demografía
En 2021, tenía 3288 habitantes, una densidad poblacional de 91,3 hab./km², y 1632 viviendas.